# Malonno
Malonno (lombardul: Malòn) település Olaszországban, Lombardia régióban, Brescia megyében. Lakosainak száma 3003 fő (2023. január 1.). Malonno Berzo Demo, Edolo, Sonico, Corteno Golgi és Paisco Loveno községekkel határos.

## Népesség
A település lakossága az elmúlt években az alábbi módon változott:
| Lakosok száma | 3203 | 3183 | 3003 |
|               | 2017 | 2018 | 2023 |